# Günter Wöhe Schulen für Wirtschaft
Die Günter Wöhe Schulen für Wirtschaft in Saarbrücken umfassen die Handelsschule, eine Fachoberschule für Wirtschaft sowie ein Wirtschaftsgymnasium.
Die Schulen führen Schüler über einen mittleren Bildungsabschluss (Mittlere Reife) bis hin zur Allgemeinen Hochschulreife. Die Günter Wöhe Schulen vermitteln zudem berufliche Kompetenzen für Wirtschaft und Verwaltung. Namensgeber der Schule ist Günter Wöhe (1924–2007), ein deutscher Ökonom. Er gilt als Nestor der deutschen Betriebswirtschaftslehre.
Die Schulen liegen zentral in Saarbrücken gegenüber der Ludwigskirche.

## Bekannte Schüler
- Felix Magath (* 26. Juli 1953), deutscher Fußballtrainer, -manager und ehemaliger Fußballspieler.